# TSV Ottobeuren
Der TSV Ottobeuren e. V.  ist ein Sportverein aus dem schwäbischen Ottobeuren im Landkreis Unterallgäu.

## Geschichte
Der Hauptverein des TSV Ottobeuren e. V., mit derzeit 14 Abteilungen, wurde im Jahr 1905 gegründet. Neben Handball bietet der Verein auch Basketball, Boccia, Fitness, Fußball, Herzsport, Karate, Lungensport, Leichtathletik, Ski, Tischtennis, Triathlon, Turnen, und Volleyball an. In der Vergangenheit nahm die erste Mannschaft der Handballabteilung sechs Jahre an der dritthöchsten Spielklasse in Deutschland teil.

## Handball
Größter Erfolg der 1948 gegründeten Handballabteilung war 2002 das Erreichen der 3. Hauptrunde im DHB-Pokal. Die nächste Runde wäre das Achtelfinale des DHB-Pokals gewesen. Von 1999 bis 2005 spielten die TSV-Handballer in der Regionalliga Süd, die im deutschen
Ligensystem als 3. Liga geführt war.
Die Handballabteilung nimmt mit drei Herrenmannschaften, einem Damenteam und 15 Nachwuchsmannschaften am Spielbetrieb des BHV teil. Die 1. Herrenmannschaft des TSV spielt derzeit in der Bayerischen Landesliga und das Damenteam in der Bezirksoberliga.

### Erfolge Herren
| - DHB-Pokal 3. Hauptrunde 2002 - DHB-Pokal 2. Hauptrunde 1999 - DHB-Pokal 1. Hauptrunde 1994, 2003 - Aufstieg in die Regionalliga Süd (3. Liga) 1999 - Bayerischer Meister (4. Liga) 1999 - Bayerischer Vizemeister 2006 | - Bayerischer Pokalsieger 1994, 1999, 2008, 2009 - Aufstieg in die Bayernliga 1998, 2017 - Meister Bayerische Verbandsliga 1998 - Südbayerischer Landesliga-Vizemeister 2017, 2024 - Aufstieg in die Verbandsliga 1994 - Schwäbischer Meister 1994 |

### Erfolge Damen
- Aufstieg in die Bayernliga 2012, 2015
- Meister Landesliga Süd 2012, 2015
- Aufstieg in die Landesliga Süd 2008
- Meister Bezirk Alpenvorland 2008

Quelle: tsv Ottobeuren.de

### Spielerpersönlichkeiten
- Jana Epple Nationalspielerin
- Ardiana Merditaj
- David Móré
- Elmar Romanesen

### Spielstätten
Der TSV Ottobeuren trägt seine Heimspiele in der
- Halle Schulzentrum Bergstrasse 80 D-87724 Ottobeuren
- Doppelturnhalle Bergstrasse 88 D-87724 Ottobeuren

aus.